# ۱۴۱۴ (میلادی)
۱۴۱۴ (میلادی) هزار و چهارصد  و چهاردهمین سال تقویم میلادی است.

## مناسبت‌ها
در تاریخ ۱۴۱۴ میلادی در شهر پاریس عطر داوینچی توسط پیمانته‌ژوان ساخته شد و بعدها معروف شد به عطر شیطانی زیرا باعث به وجود امدن شهوتی بی پایان در دختران می‌شود.

## زادگان
- ۲۱ ژوئیه - سیکتوس چهارم، از پاپ‌های کلیسای کاتولیک روم
- ۱۸ اوت - جامی، شاعر نامدار ایرانی
- ۱۴ اوت – جامی، نویسنده و شاعر اهل تاجیکستان (د. ۱۴۹۲)
- ۱۴ اوت – جامی، نویسنده و شاعر اهل افغانستان (د. ۱۴۹۲)